# Qaqqaata Tasia

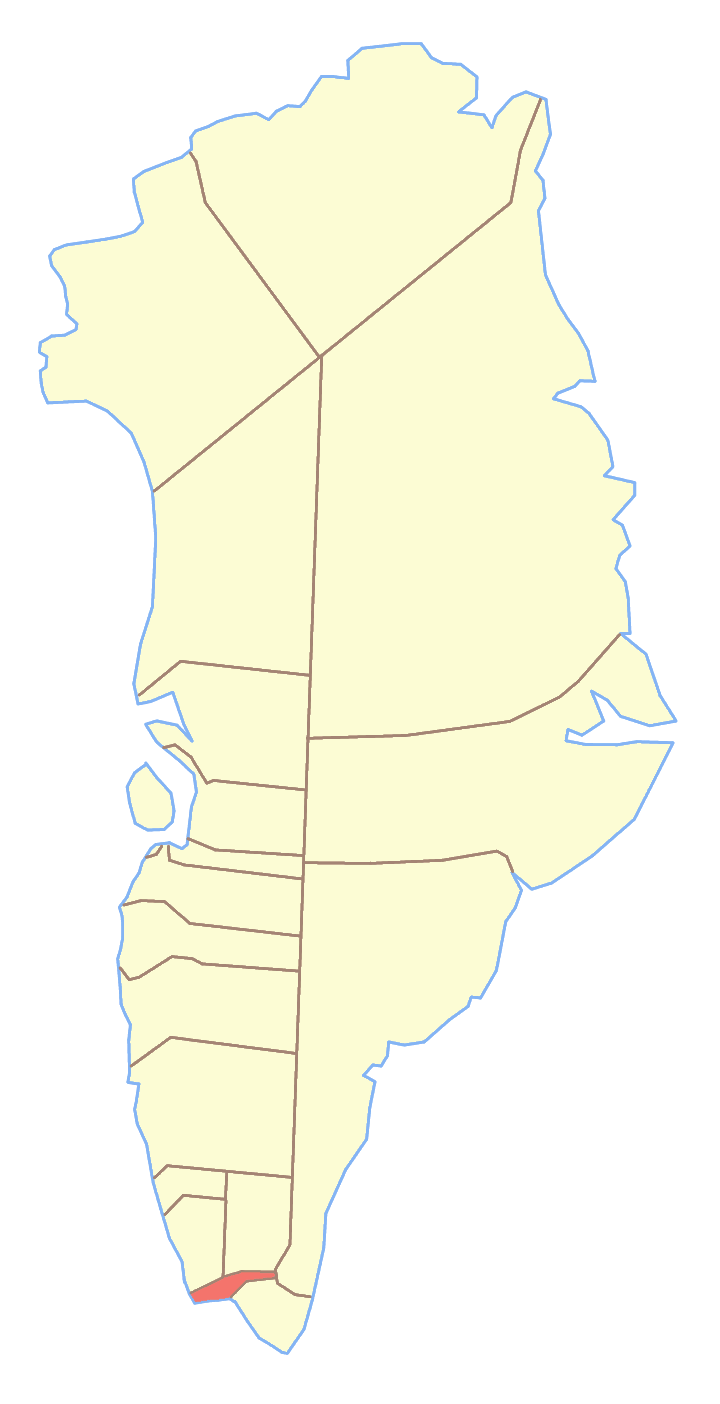
Ex comune di Qaqortoq, dove si trovava il Qaqqaata Tasia

Il Qaqqaata Tasia è un lago della Groenlandia. Si trova presso la costa del Mare del Labrador, a 60°44'N 45°31'O; appartiene al comune di Kujalleq.